# Jack Kerris
John E. "Jack" Kerris (30 de janeiro de 1925 — 4 de dezembro de 1983) foi um jogador norte-americano de basquete profissional que disputou quatro temporadas na National Basketball Association (NBA). Jogou pelo Loyola of Chicago na universidade e foi selecionado pelo Chicago Stags como a nona escolha geral no draft da BAA (hoje NBA) em 1949.